# Cabera confinaria
Cabera confinaria là một loài bướm đêm trong họ Geometridae.